# Aeropuerto de Bangoka
El Aeropuerto Internacional de Kisangani-Bangoka (IATA: FKI, OACI: FZIC) es un aeropuerto situado en Kisangani, en la República Democrática del Congo. 

## Destinos regulares
| Aerolíneas                     | Destinos                     |
| ------------------------------ | ---------------------------- |
| Compagnie Africaine d'Aviation | Goma, Kindu, Kinshasa        |
| Hewa Bora Airways              | Kinshasa, Mbuji-Mayi         |
| Wimbi Dira Airways             | Goma, Isiro, Kindu, Kinshasa |